# Іоанно-Предтеченська церква (Марківка)
Іоанно-Предтеченська церква — чинна мурована, обшита деревом церква у селі Марківка Кобеляцького району Полтавської області. Парафія належить до Кобеляцького благочиння Полтавської єпархії Православної церкви України.

## Історичні відомості
Церква на честь Різдва Іоанна Предтечі в с. Марківка споруджена 1814 стараннями колезького радника, власника села, поміщика Василя Івановича Маркова. 

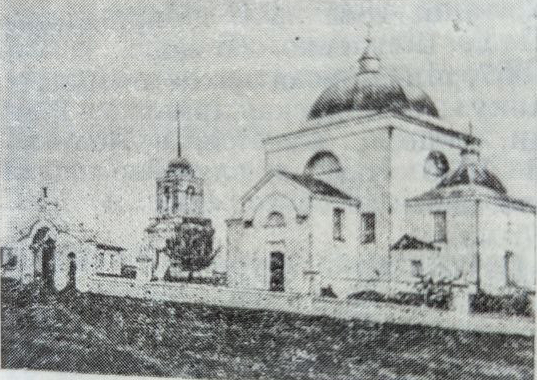
Фото початку 20ст.

У 1902 володіла 3 дес. 684 кв. саж. землі, у т. ч. 2 дес. 684 кв. саж. садибної; 33 дес. ружної. Мала церковну муровану сторожку, квартири для причту. Діяли бібліотека; у парафії – дві церковнопарафіяльні школи (одна у церковному, інша – у власному будинку).
До парафії входили с.с.: Троянівка, Шимківка, Баляснівка, Насвєтівка, хут. Чумакова Балка, ур.: Василенкова, Проскурнина, Чумакова, Кацаєва, р. Великого Кобелячка. 1902 парафіян – 2613 душ чоловічої, 2586 душ жіночої статі; 1912 парафіян привілейованих станів –70, міщан – 93, козаків – 2677, селян – 1765.
Під час більшовицьких гонінь на церкву храм був закритий, дзвіниця зруйнована (1922 р).
Богослужіння відновлено 1941 за німецької окупації.

## Архітектура
Цекрва мурована, з окремою дзвіницею, холодна, обнесена тесом. Зведена у популярному на той час стилі ампір. За іншими данними збудована в стилі класицизму одночасно з дзвіницею. 
Нагадує споруди тетраконхового типу: до масивної, квадратної в плані, майже кубічної нави (центрального чвертика) з чотирьох боків були прибудовані квадратні в плані об'єми, але значно меншого розміру. Вони сполучалися з центральним за допомогою аркових прорізів у бічних стінах. Нава мала 2 ряди вікон, 6 – прямокутних по першому ярусу і 4 – напівциркульних по другому ярусу. Завершувався центральний об'єм восьмигранним куполом, встановленим за допомогою парусів. Зовні на ньому встановлено декоративний дерев'яний восьмигранний ліхтарик із шоломоподібним завершенням та хрестом. Бокові притвори прикрашено спареними пілястрами та напівциркульними вікнами.
Головний південний та північний входи оздоблено чотириколонними портиками (тепер сховані під обшивкою). В інтер'єрі збереглися сюжетні розписи. Із західного боку церкви - відокремлена двох'ярусна дзвіниція типу четверик на четверику, яка була увінчана шпилем (не зберігся). Територію у другій половині 19ст. обведено мурованою огорожею з кованими гратками.
На сьогодні невідомо, який вигляд мали фасади цієї незвичайної споруди, тому що на поч. 20 ст. її обшили деревом. Причиною цього була низька якість цегли, з якої зведено церкву, тому штукатурні роботи замінили на столярні. Невідомо, чи зберегли майстри первинний задум архітектора, чи пішли за спрощеним варіантом.
Іоано-Предтечивська церква належить до унікальних пам'яток доби класицизму і не має аналогів на Полтавщині .

## Сучасність
У новітній час громада зареєстрована 30.06.1992 за № 106. Богослужіння проводяться у культовій споруді. Дзвіниця відновлена 1996 стараннями парафіян і настоятеля. Рішенням парафіяльних зборів 2005 громада перейшла у підпорядкування УПЦ Київського Патріархату .

## Відомі священики
- Дмитро Ігнатович Судаков (1902, у сані з 1888, нагороджений скуфією 1900)
- Данило Васильович Савченко (1902, 1912, у сані з 1883)
- Митрофан Йосипович Срібний (1912 — 1926)
- Яків Тихоненко (репресований у 1936 році)
- Олександр Григорович Савечко (до 28.06.1972)
- протоієрей Дмитро Кулічковський (2007)
- ієрей Георгій Степаниця (2008)
- протоієрей Дмитро Луценко (2014 — донині)

із псаломщиків:
- диякон Костянтин Васильович Штепенко (1902, у сані з 1898)
- Миколай Якович Плохотін (1902, на посаді з 1860, стихар 1861)

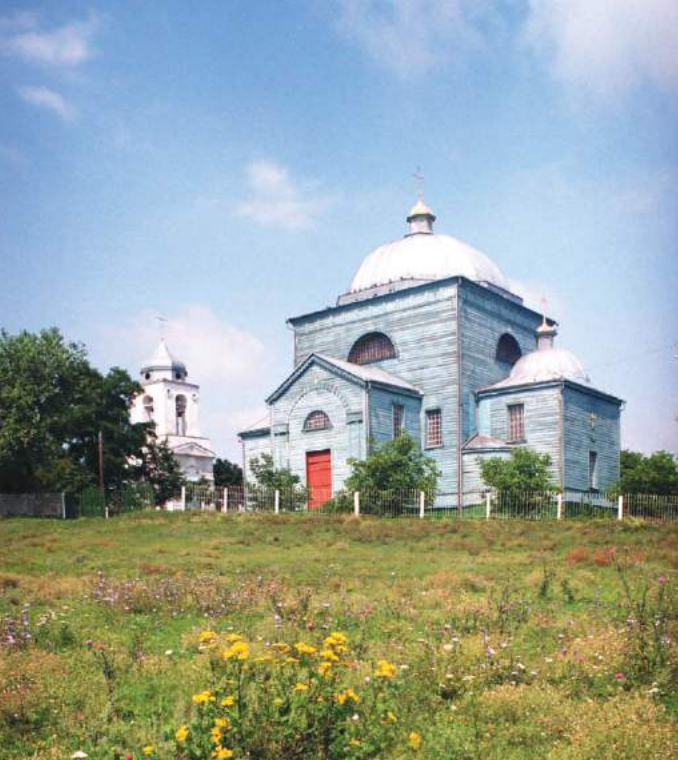
Іоанно-Предтеченська церква (Марківка)

- Іоанно-Предтеченська церква (Марківка)Петро Арсенійович Мотузка (1912), Сергій Павлович Леонтович (1912)
- Андрій Якович Ясинський (позаштатний 1902, 1912)

із дияконів:
- Василь Іродіонович Биковський (1835–1839)
- із церковних старост: козак Іоанн Петрович Дрига (1902)
- купець Михайло Митрофанович Кирчатий (1912)
- Петро Гаврилович Герасименко (2008).